# Stadion Łokomotiw w Sofii
Stadion Łokomotiw (bułg. Стадион Локомотив) – stadion sportowy w Sofii, stolicy Bułgarii. Obiekt może pomieścić 22 000 widzów. Swoje spotkania rozgrywają na nim piłkarze klubu Łokomotiw Sofia.